# Krzyż Pojednania
Krzyż Pojednania – instalacja rzeźbiarska znajdująca się w Dukli, niedaleko klasztoru oo. Bernardynów. Składa się ze stylizowanego krzyża, upamiętniającego ofiary wojny, oraz figur św. Jana z Dukli i Jana Pawła II.

## Historia
W miejscu obecnej instalacji na początku lat 60. XX w. umieszczono działo samobieżne ISU-152 jako pomnik upamiętniający żołnierzy poległych w bitwie o przełęcz dukielską. W 1997 działo przeniesiono w pobliże muzeum historycznego w Dukli, a na jego miejscu wzniesiono kompozycję rzeźbiarką, składający się z Krzyża Pojednania i figury św. Jana z Dukli. Krzyż został poświęcony przez Jana Pawła II w tym samym roku, podczas jego pielgrzymki do Dukli. W rocznicę jego wizyty dodano także figurę samego papieża.
Autorem pomników jest Maksymilian Biskupski. Projekt Krzyża został zrealizowany, w konsultacji ze Zbigniewem Piłkowskim z Politechniki Częstochowskiej, w  przedsiębiorstwie METKOL-Krupa w Praszce.

## Opis

### Krzyż Pojednania
Krzyż upamiętnia 130 tysięcy żołnierzy poległych w okolicach Dukli w czasie operacji dukielsko-preszowskiej w 1944 r. i ma symbolizować ich tragiczną śmierć. Jego pozioma belka składa się z dwóch ludzkich rąk, natomiast pionową, w dolnej części, oplata wiele dłoni. Na jego podstawie jest umieszczony cytat słów Jana Pawła II, w sześciu językach:

KRZYŻ
ZNACZY-
ŻYCIE JEST SILNIEJSZE
NIŻ ŚMIERĆ
JAN PAWEŁ II

Krzyż ma wysokość 8 metrów i waży 3582 kg. Został odlany ze stopu miedzi, cyny, cynku i ołowiu. Do jego odlania wykorzystano 14 osobnych form. Ponadto pomnik poddano zabiegowi patynowania, używając do tego nadsiarczanu potasu i wodorotlenku sodu.
Obok niego znajduje się jeszcze jedna tabliczka ze słowami Jana Pawła II, wypowiedzianymi podczas poświęcenia krzyża:

Krzyż Pojednania
opleciony błagalnym wieńcem rąk
Boże - zmiłuj się nad poległymi
na dukielskiej ziemi -
udziel im pokoju -
bardzo cierpieli -
opleciony błagalnym wieńcem rąk
Boże - zmiłuj się nad poległymi
na dukielskiej ziemi -
udziel im pokoju -
Krzyż Pojednania
opleciony błagalnym wieńcem rąk
w hołdzie tym, którzy zginęli
na pamięć żywym i westchnienie...
Krzyż ten poświęcił Jan Paweł II

### Figura Jana Pawła II
Obok krzyża umieszczono figurę Jana Pawła II, na pamiątkę jego wizyty w Dukli w 1997 oraz dokonanej przez niego kanonizacji św. Jana z Dukli. Papieża przedstawiono  w biskupich szatach. W lewej ręce trzyma kij, natomiast prawą wznosi ku górze. Pomnik mierzy ponad 2 metry. Figura jest podobna do wadowickiego pomnika Jana Pawła II, który został wykonany w 2006 przez tego samego autora. Z tego powodu Maksymilian Biskupski  został posądzony o autoplagiat.

### Figura św. Jana z Dukli
Naprzeciw figury Jana Pawła II stoi posąg św. Jana z Dukli. Postać jest ubrana w łachmany i oddaje hołd papieżowi. Pomnik mierzy ponad 2 metry.

## Galeria

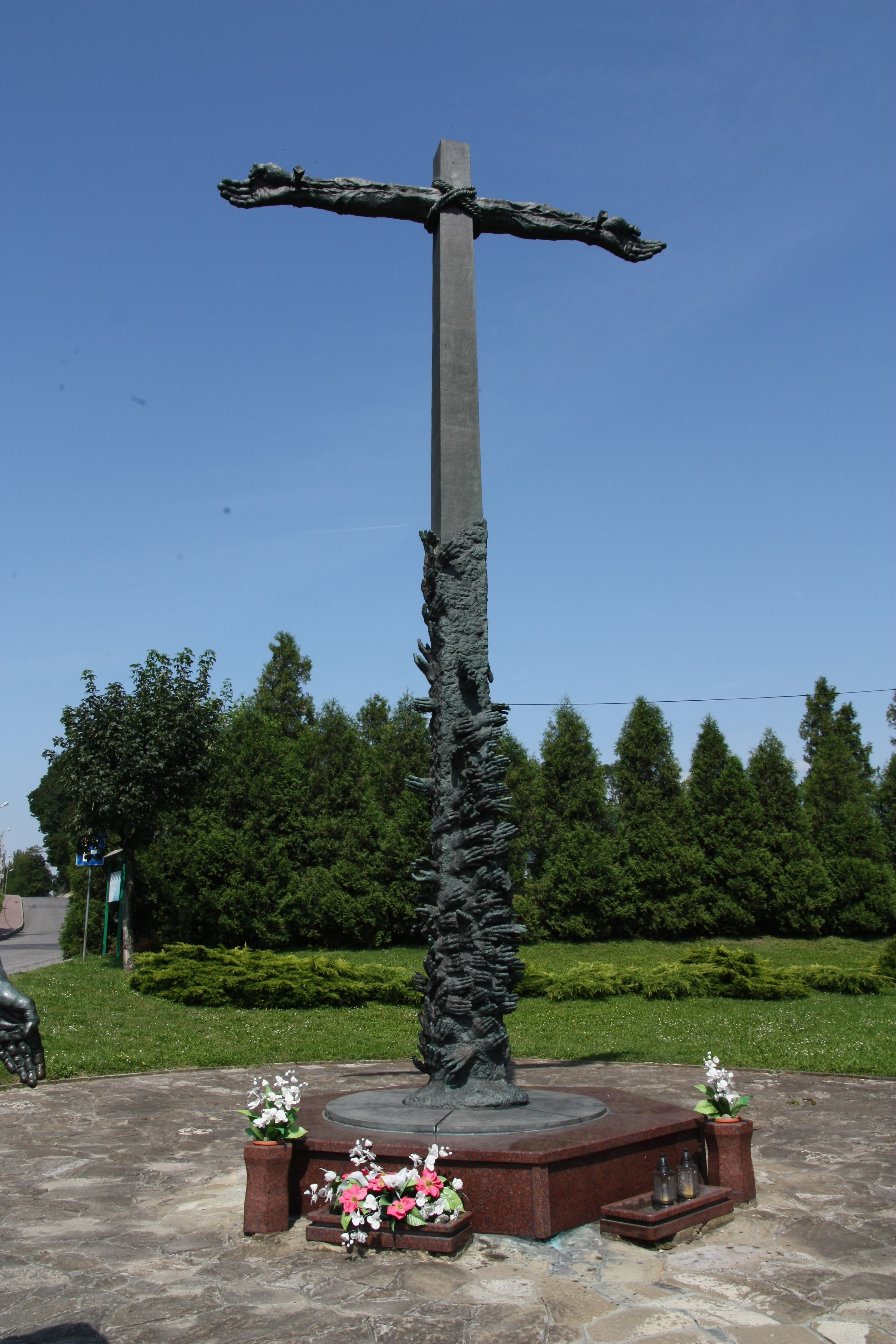
Krzyż
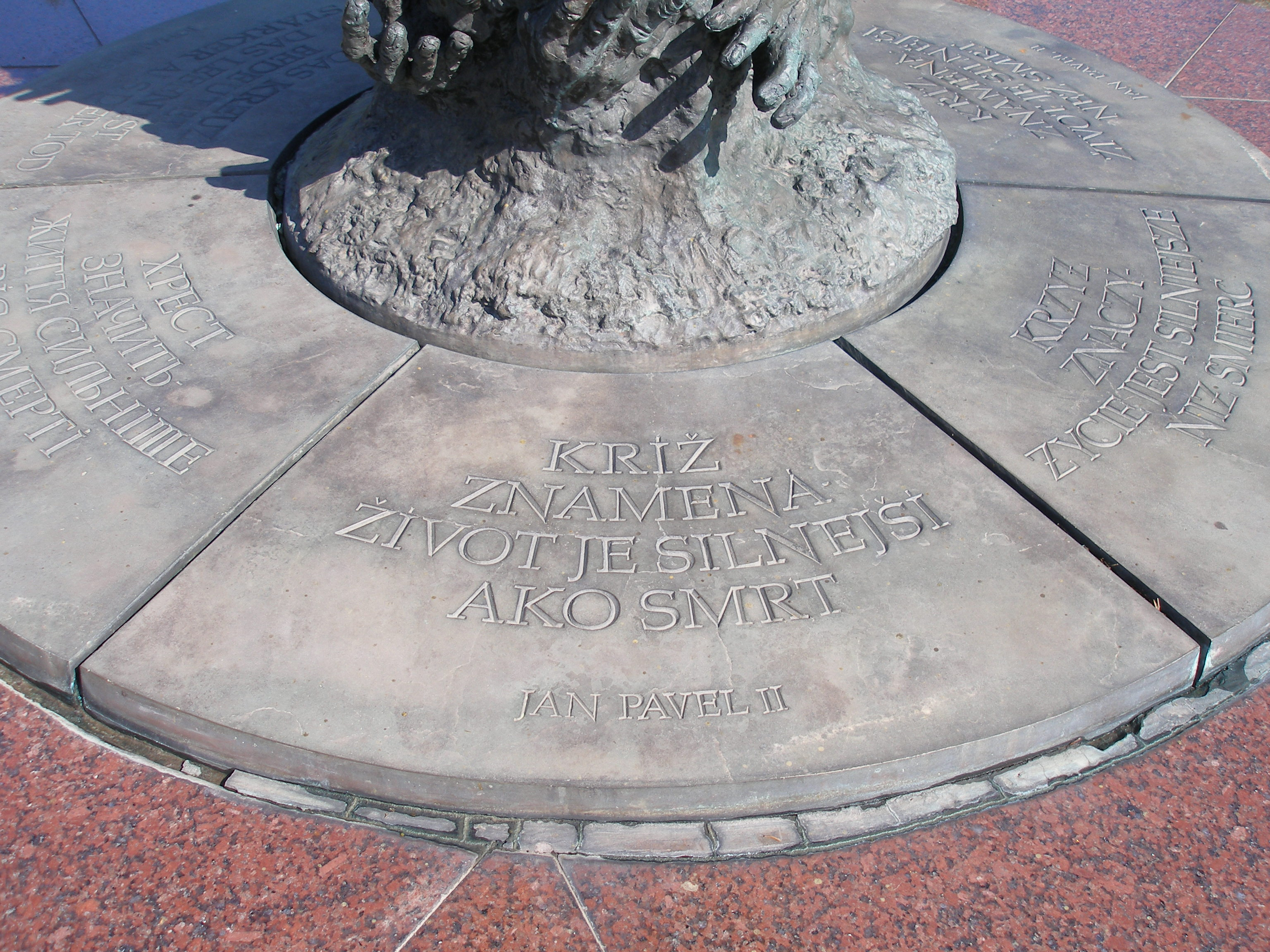
Podstawa krzyża z inskrypcją
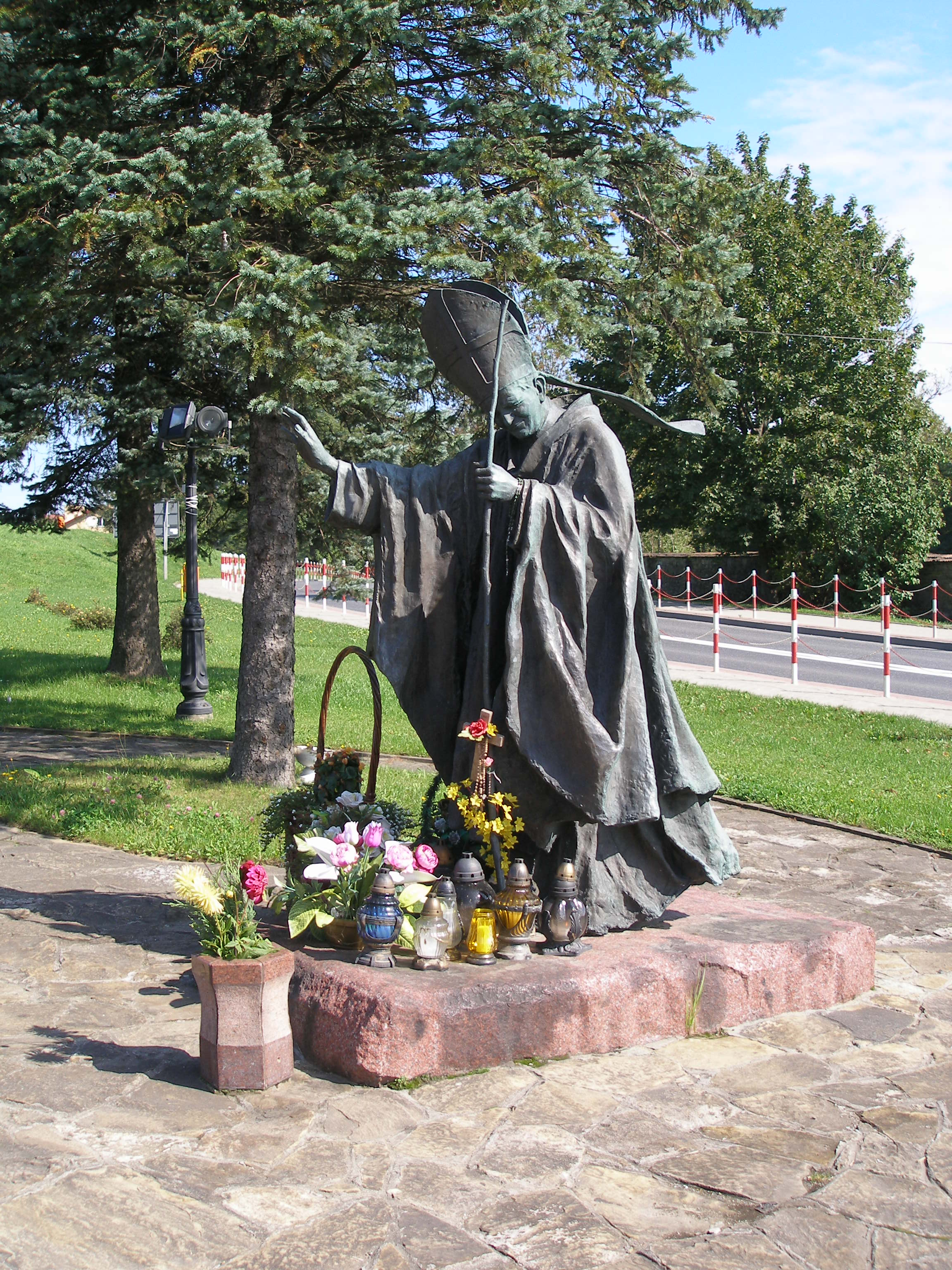
Figura papieża
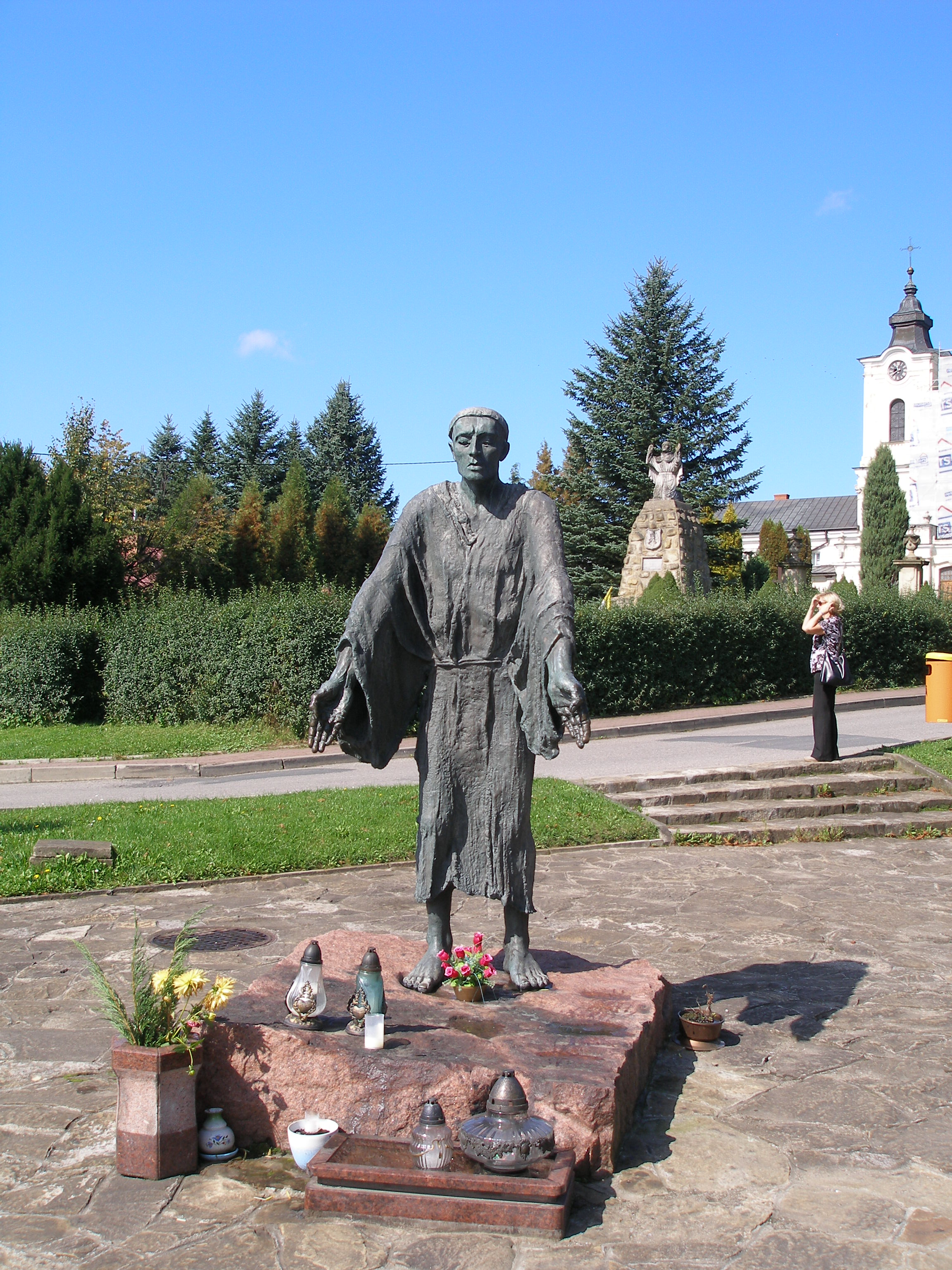
Figura św. Jana z Dukli